# Europees Schadeformulier

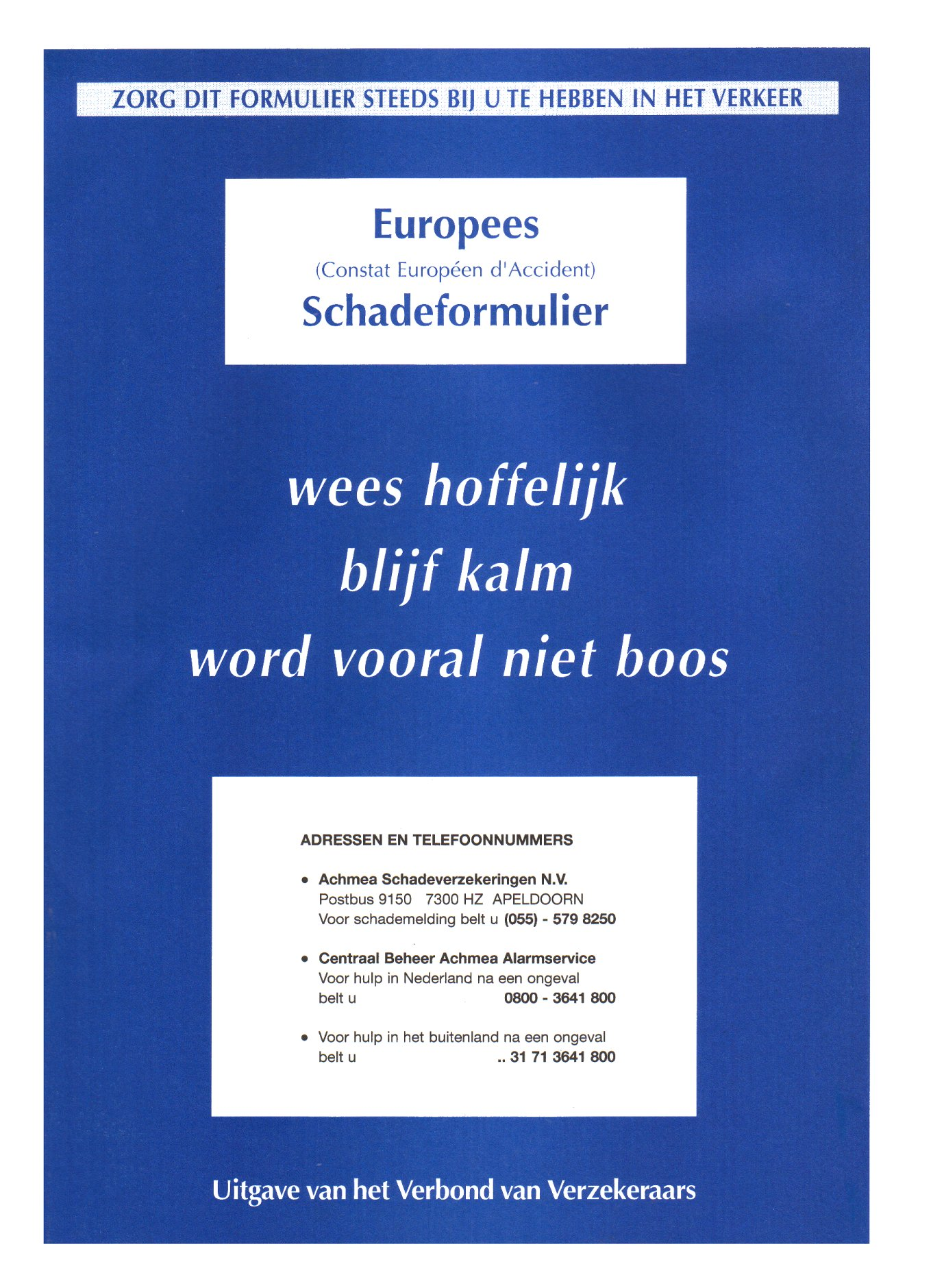
Europees schadeformulier

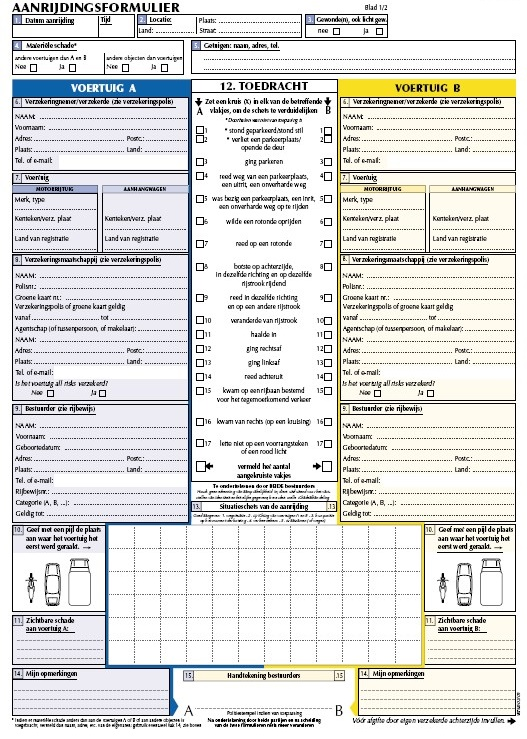
Eerste pagina Aanrijdingsformulier

Een Europees Schadeformulier is een formulier van meerdere pagina's dat gebruikt kan worden na een aanrijding. Het formulier wordt in Nederland uitgegeven door het Verbond van Verzekeraars naar een model van de Europese Commissie van Verzekeringen. Het Europees schadeformulier is ingevoerd in alle EU-lidstaten, in Zwitserland en een aantal landen rond de Middellandse Zee. De exacte lay-out van het formulier is steeds gelijk, alleen de taal verschilt. Daardoor zijn de formulieren in het gehele toepassingsgebied uitwisselbaar: men kan deze Europese formulieren in willekeurig welke taal in alle landen gebruiken. Op de Nederlandse formulieren staat voorop: "Wees hoffelijk, blijf kalm, word vooral niet boos".

## Gebruik
Op de voorkant van het formulier beschrijven beide partijen hoe het ongeval gebeurd is, wie erbij betrokken waren en wat voor schade er aan de voertuigen is. Er moet ook een kleine situatiestekening van het ongeluk gemaakt worden en beide partijen dienen de verzekeringsgegevens te noteren. Er is op het formulier ruimte genoeg voor twee versies, dus als beide partijen het niet eens zijn over de toedracht kan dit eenvoudig duidelijk gemaakt worden op het formulier. Er staat bovendien op het formulier gedrukt dat het invullen en ondertekenen van het formulier niet betekent dat een van beide partijen bij voorbaat erkent  schuld te hebben aan het ongeval. In het geval van een eenzijdige aanrijding zal het formulier slechts worden ingevuld door de enige betrokken partij.
Nadien kunnen het formulier en de doorslag losgehaald worden. De achterkant van het formulier vullen beide partijen zelf in, het gaat hier om de gegevens die nodig zijn voor de afhandeling van de schade door de verzekeraar, zoals of de bestuurder het voertuig überhaupt wel mocht besturen, of er alcohol of drugs in het spel was, of er politie aanwezig is geweest en of het ongeluk tijdens een vakantie of zakenreis gebeurd is. Verder kunnen partijen ook op de achterkant hun visie op het ongeluk weergeven, inclusief het antwoord op de vraag wie er naar eigen mening de aansprakelijke partij is.